# Shen Yi-ming
Shen Yi-ming (en chino: 沈一鳴, 30 de marzo de 1957-2 de enero de 2020) fue un general de la Fuerza Aérea taiwanesa quien se desempeñó como jefe del Estado Mayor General, adjunto de Defensa Nacional para Asuntos Administrativos y jefe adjunto del Estado Mayor de la Fuerza Aérea.

## Muerte
Falleció en un accidente de helicóptero el 2 de enero de 2020 a los 62 años de edad en el distrito Wulai de Nueva Taipéi. El Black Hawk en el que Shen viajaba perdió contacto con la base aérea militar de Songshan aproximadamente a las 8 a. m., diez minutos después de despegar. El helicóptero transportaba a tres tripulantes, nueve oficiales, incluido Shen, y un periodista de la Agencia de Noticias Militares. Otros siete de los que estaban a bordo del helicóptero también murieron en el accidente, mientras que otros cinco resultaron heridos.